# Cho So-hyun
Dans ce nom coréen, le nom de famille, Cho, précède le nom personnel.
Pour les articles homonymes, voir Cho.
Cho So-hyun, née le 24 juin 1988, est une footballeuse internationale sud-coréenne évoluant au poste de milieu de terrain. Elle fait également partie de l'équipe nationale depuis 2007.

## Biographie
Lors de la Coupe d'Asie féminine de football 2014, elle marque un but contre la Birmanie en phase de groupes ; les Coréennes terminent quatrièmes du tournoi.
Elle participe ensuite à la Coupe du monde 2015, où la Corée du Sud est éliminée en huitièmes de finale ; elle inscrit un but contre l'Espagne en phase de groupe. Elle marque encore un but en phase de groupes contre le Viêt Nam, et un but lors du match pour la cinquième place de la Coupe d'Asie 2018.
Elle fait partie des 23 joueuses retenues pour disputer la Coupe du monde 2019 organisée en France,.